# Pilea sessilifolia
Pilea sessilifolia är en nässelväxtart som först beskrevs av Jean Louis Marie Poiret, och fick sitt nu gällande namn av Hugh Algernon Weddell. Pilea sessilifolia ingår i släktet pileor, och familjen nässelväxter. Inga underarter finns listade i Catalogue of Life.